# Застава М97
На основу потреба специјанлних јединица војске и полиције, Војни Савет Војске Југославије је 1993. донио одлуку о освајању домаћег аутомата око популарног пиштољског метка 9х19. Војнотехнички институт из Београда је  предложио развој оружја заснованог на израелском УЗИ и Мини УЗИ по конструкцији мајора Узиела Гала.

## Историја
Конструкторски тим ВТИ на челу са дипл. инж. Васом Андоновским и Милованом Тодоровићем је довршио пројекат свог рјешења аутомата 9х19 које није пуно одступало од УЗИ-ја као основног узора. Овај аутомат је развијен у 2 модела: М97 Стандард (са преклапајућим кундаком, и каденцом од 850 мет/мин), те М97 К (без кундака, за скривено ношење, са каденцом од 900 мет/мин). Према доступним подацима, каденца израелског УЗИ-ја је 600 мет/мин, а код хрватског ЕРО-а је 650 мет/мин. Израда прототипова за потребе испитивања у ТОЦ КоВ, препуштена је крагујевачкој Застави. Тешко је рећи да ли је утицај на опредјељење за УЗИ имала Хрватска, која је 1992. набавила лиценцу из Израела и у загребачкој фирми Арма-Група започела серијску производњу оружја под именом ЕРО.

## Карактеристике
Домаћи аутомат је радио на принципу слободног трзаја затварача. Опаљивање се вршило из затвореног положаја затварача (метак у лежишту цијеви, затварач у предњем положају и ударни механизам запет), чиме се добијало на сигурности и прецизности при руковању. На оба модела било је предвиђено додавање пригушивача и ласерског обиљежавача циља ОЦЛ-9. Пригушивач је смањивао ниво буке за више од 20 dB, истовремено је доводило до дисперзије звука и вршио улогу скривача пламена. Ефикасан домет је 150 м. За гађање из овог аутомата се користио метак 9х19 са обичним зрном (ФМЈ), пригушивачки и маневарски метак. Аутомат М97 се састојао од цијеви са навртком, сандука, поклопца затварача, ударача са ударном иглом, усадника са механизмом за окидање, кочење и регулатором паљбе, одбојника са повратно-ударном опругом, облоге са уграђеним од ОЦЛ-9 оквира. Варијанта М97 К је имала умјесто облоге, предњи рукохват и уграђени ОЦЛ-9. Сви дијелови обе варијанте су били замјењиви, осим цијеви, сандука , облоги и поклопца. На предњем дијелу сандука се налазио предњи нишан са могућношћу подешавања по висини и правцу, док је задњи био преклапајући, подесив за даљине 15 и 150 м. У усаднику су били смјештени механизам за окидање, регулатор паљбе, утврђивач оквира и кочница запињаче која је обезбјеђивала кочење механизма за окидање у свим положајима регулатора паљбе (појединачно, укочено и рафално). Тек када би кочница била притиснута уз рукохват, обарача се могла повући, ослободити ударач и извршити опаљење. Такође је кочница спречавала самоопаљење.